# 花园乡 (张家口市)
花园乡，是中华人民共和国河北省张家口下花园区下辖的一个乡镇级行政单位。

## 行政区划
花园乡下辖以下地区：
前堡村、后堡村、上花园村、戴家营村、孟家坟村、滴池沟村、苏家坊村、青山村、夏家沟村、磁炮窑村和棘针屯村。